# Clube 15 de Novembro
Il Clube 15 de Novembro, noto anche come 15 de Campo Bom o semplicemente come 15 de Novembro, è una società calcistica brasiliana con sede nella città di Campo Bom, nello stato del Rio Grande do Sul.

## Storia
Il 3 marzo 1893 e il 15 novembre 1911, vennero fondate rispettivamente la Sociedade Alemã de Atiradores (con la moralità di tiro a segno) e l'Esporte Clube 15 de Novembro, quest'ultimo fondato dai dipendenti della Vetter & Irmãos.
Il 3 ottobre 1917, la Sociedade Alemã de Atiradores cambiò nome in Sociedade Concórdia.
Il 30 aprile 1975, la Sociedade Concórdia e l'Esporte Clube 15 de Novembro si fusero per dare vita al Clube 15 de Novembro.
Nel 1994, il club divenne professionistico.
Nel 2001 e nel 2002, il club è stato finalista del Campionato Gaúcho, dove perse entrambe le volte in finale contro l'Internacional.
Nel 2004, il club ha raggiunto le semifinali della Coppa del Brasile, dove è stato eliminato dal Santo André (che più tardi vincerà la competizione). Al primo turno ha eliminato la Portuguesa Santista, ai sedicesimi di finale ha eliminato il Vasco da Gama, agli ottavi di finale ha eliminato l'Americano, e ai quarti di finale ha eliminato il Palmas.
Nel 2005, il 15 de Novembro fu di nuovo finalista del Campionato Gaúcho, dove perse anche questa volta contro l'Internacional.
Nel 2006, il 15 de Novembro vinse il suo unico titolo professionistico, la Copa Emídio Perondi, dopo aver sconfitto in finale l'Ulbra di Canoas.

## Palmarès

### Competizioni statali
- Copa Emídio Perondi: 1

2006

### Altri piazzamenti
- Coppa del Brasile:

Semifinalista: 2004